# Kraslice
Kraslice là một thị trấn thuộc huyện Sokolov, vùng Karlovarský, Cộng hòa Séc.